# San Vicente de Alcántara
San Vicente de Alcántara – gmina w Hiszpanii, w prowincji Badajoz, w Estramadurze, o powierzchni 275,31 km². W 2011 roku gmina liczyła 5788 mieszkańców.